# Arabier (bier)
Arabier is een Belgisch bier.
Het bier wordt gebrouwen door De Dolle Brouwers te Esen (een deelgemeente van Diksmuide).

## Achtergrond
De naam van het bier verwijst enerzijds naar de ara, een vogel uit het broeierig warme oerwoud. Deze staat ook afgebeeld op het etiket. Anderzijds verwijst de naam uiteraard ook naar Arabië, waar het eveneens warm is, maar waar men geen bier mag drinken. Het bier is een West-Vlaams streekproduct. Een eigenaardigheid is dat het meervoud van Arabier (als bier) “Arabiers” is en niet “Arabieren”.

## Het bier
Arabier is een blond bier van hoge gisting met een alcoholpercentage van 8%. Het wordt gemaakt via de methode van “dry hopping” (droge hopping), wat zorgt voor extra bitterheid. Het bier kan 1 jaar bewaard worden en verbetert niet bij bewaring omdat de bitterheid dan vermindert.